# Ilona Gierak
Ilona Gierak est une joueuse de volley-ball polonaise née le 29 octobre 1988 à Węgrów. Elle mesure 1,82 m et joue au poste de réceptionneuse-attaquante. 

## Clubs
| Club                     | De        | À         |
| ------------------------ | --------- | --------- |
| SPE Czarni Nike Węgrów   | 2006-2007 | 2007-2008 |
| AZS Białystok            | 2008-2009 | 2009-2010 |
| KPSK Stal Mielec         | 2010-2011 | 2010-2011 |
| LTS Legionovia Legionowo | 2011-2012 | 2012-2013 |
| AS Saint-Raphaël         | 2013-2014 | 2013-2014 |
| Muszynianka Muszyna      | 2014-2015 | 2014-2015 |
| Budowlani Toruń          | 2015-2016 | 2016-2017 |
| Impel Wrocław            | 2017-2018 | 2017-2018 |
| Uni Opole                | 2018-2019 | …         |

## Palmarès
- Supercoupe de Pologne
  - Finaliste : 2014.